# 다비드 초케우앙카

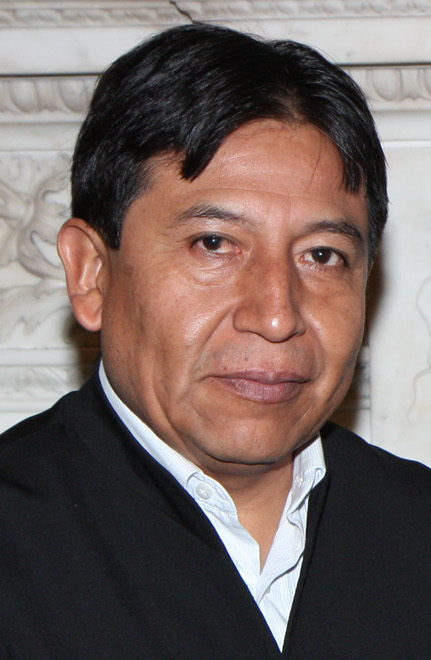
다비드 초케우앙카 (2012년 10월)

다비드 초케우앙카 세스페데스(스페인어: David Choquehuanca Céspedes, 1961년 5월 7일~)는 볼리비아의 정치인으로 현재 부통령이다.
그는 2006년 1월 23일부터 2017년 1월 23일까지 외무장관을 지냈으며, 2017년 3월 아메리카를 위한 볼리바르 동맹(ALBA) 사무총장으로 지명된 뒤 2019년 11월까지 업무를 수행했다.
2020년 1월 19일 사회주의운동당(MAS)의 부통령 후보로 지명되었으며, 10월 18일 치러진 대선에서 부통령으로 당선되었고, 같은 해 11월 8일에 정식으로 볼리비아 부통령으로 취임해서 현재까지 부통령직을 수행 중이다. 2023년 10월 6일에 일어난 당내투쟁으로 인해서 루이스 아르세 대통령을 포함한 전체 각료들과 의원들 28명과 함께 사회주의운동당에서 제명되어 현재는 무소속이다.

## 역대 선거 결과
| 선거명      | 직책명            | 대수 | 정당           | 득표율 | 득표수      | 결과 | 당락 |
| ----------- | ----------------- | ---- | -------------- | ------ | ----------- | ---- | ---- |
| 2020년 선거 | 볼리비아의 부통령 | 39대 | 사회주의운동당 | 55.10% | 3,393,978표 | 1위  |      |